# Vigolo
Vigolo är en ort och kommun i provinsen Bergamo i regionen Lombardiet i Italien. Kommunen hade 580 invånare (2018).